# Борки (Котельницький район)
Бо́рки (рос. Борки) — присілок у складі Котельницького району Кіровської області, Росія. Входить до складу Юр'євського сільського поселення.
Населення становить 2 особи (2010, 7 у 2002).
Національний склад станом на 2002 рік — росіяни 100 %.